# نجره (دهستان)
 نجره  دهستانی است در ناحیهٔ جنوب غربی آب، در غرب (وادی دواس)، از توابع استان اَبیَن در کشور یمن در شبه جزیره عربستان. 

## جمعیت
جمعیت آن ( ۱۴۷۸۹ ) نفر (۲۷ خانوار) می‌باشد.

## روستاها
روستاهای توابع این دهستان عبارتند از:
- روستای العزل الدواس
- روستای القبلَة
- روستای أحکم
- روستای قُدُر
- روستای اَلشَرقی

## منبع
- المقحفی، ابراهیم، احمد ، (مُعجَم المُدُن وَالقَبائِل الیَمَنِیَة) ، منشورات دار الحکمة، صنعاء، چاپ پنجم، وانتشار سال ۱۹۸۵ میلادی به (عربی).